# Jones County, South Dakota
Jones County är ett administrativt område i delstaten South Dakota, USA, med 1 006 invånare. Den administrativa huvudorten (county seat) är Murdo. 

## Geografi
Enligt United States Census Bureau så har countyt en total area på 2 517 km². 2 514 km² av den arean är land och 3 km² är vatten. 

### Angränsande countyn
- Stanley County, South Dakota - nord
- Lyman County, South Dakota - öst
- Mellette County, South Dakota - syd
- Jackson County, South Dakota - sydväst
- Haakon County, South Dakota - nordväst